# Orlando Teani
Orlando Teani (Massa, 24 giugno 1910 – Massa, 3 giugno 1972) è stato un ciclista su strada italiano, professionista e indipendente dal 1932 al 1938. Prese il via a cinque edizioni del Giro d'Italia e una del Tour de France, oltre a numerose classiche del panorama italiano; colse alcune vittorie e piazzamenti di rilievo quali il secondo posto alla Milano-Torino 1934 e nella sedicesima tappa del Tour de France 1935 (da Bagnères-de-Luchon a Pau) e i quarti posti alla Tre Valli Varesine 1936 e alla Milano-Torino 1937.

## Palmarès
- 1933 (U.S. Massese)

Giro della Lunigiana
1ª tappa Giro di Toscana (Pontedera > Pistoia)
Gran Coppa Paoletti
Giro delle Alpi Apuane

## Piazzamenti

### Grandi Giri
- Giro d'Italia

1933: 23º
1934: 17º
1935: 13º
1936: 29º
1937: 33º
- Tour de France

1935: 27º

### Classiche monumento
- Milano-Sanremo

1934: 17º
1935: 29º
1936: 31º
1938: 46º
- Giro di Lombardia

1932: 11º
1933: 19º
1936: 30º